# Igeltjärnen (Ekshärads socken, Värmland, 666938-136235)
Igeltjärnen är en sjö i Hagfors kommun i Värmland och ingår i Göta älvs huvudavrinningsområde. Sjön har en area på 0,0573 kvadratkilometer och ligger 272,4 meter över havet.

## Delavrinningsområde
Igeltjärnen ingår i det delavrinningsområde (667059-136325) som SMHI kallar för Inloppet i Björklången. Medelhöjden är 292 meter över havet och ytan är 7,71 kvadratkilometer. Det finns inga avrinningsområden uppströms utan avrinningsområdet är högsta punkten. Björka älv (Björknan) som avvattnar avrinningsområdet har biflödesordning 3, vilket innebär att vattnet flödar genom totalt 3 vattendrag innan det når havet efter 360 kilometer. Avrinningsområdet består mestadels av skog (84 procent). Avrinningsområdet har 0,55 kvadratkilometer vattenytor vilket ger det en sjöprocent på 7,1 procent.